# Murero
Murero település Spanyolországban,  Zaragoza tartományban. Murero Miedes de Aragón, Langa del Castillo, Manchones, Atea és Villafeliche községekkel határos. Lakosainak száma 92 fő (2024).

## Népesség
A település népessége az utóbbi években az alábbiak szerint változott:
| Lakosok száma | 149  | 139  | 163  | 153  | 140  | 133  | 119  | 98   | 104  | 92   |
|               | 2001 | 2004 | 2007 | 2009 | 2012 | 2014 | 2017 | 2019 | 2022 | 2024 |